# فرودگاه کائرنارفون
فرودگاه کائرنارفون (به انگلیسی: Caernarfon Airport) یک فرودگاه همگانی است که یک باند فرود آسفالت دارد و طول باند آن ۱۰۸۰ متر است. این فرودگاه در کشور ولز قرار دارد و در ارتفاع ۴ متری از سطح دریا واقع شده‌است.